# Мельно (Слупський повіт)
Мельно (пол. Mielno, нім. Mellin) — село в Польщі, у гміні Дембниця-Кашубська Слупського повіту Поморського воєводства.
Населення — 185 осіб (2011).
У 1975-1998 роках село належало до Слупського воєводства.

## Демографія
Демографічна структура станом на 31 березня 2011 року:
|          | Загалом | Допрацездатний вік | Працездатний вік | Постпрацездатний вік |
| -------- | ------- | ------------------ | ---------------- | -------------------- |
| Чоловіки | 93      | 23                 | 63               | 7                    |
| Жінки    | 92      | 15                 | 48               | 29                   |
| Разом    | 185     | 38                 | 111              | 36                   |